# Septemberweizen
Septemberweizen ist ein preisgekrönter Dokumentarfilm von Peter Krieg von 1980. Er beschreibt kritisch die Bedeutung des Weizens aus den USA auf die nationale und internationale Wirtschaft und Politik.

## Inhalt
Der Film beschreibt in sieben Kapiteln verschiedene Aspekte der Weizenproduktion in den USA von der Saatgutherstellung bis zum Endprodukt, mit Auswirkungen auf die weltweiten Preise, den Hunger in der Welt, und auf die Politik in verschiedenen Ländern.
Der biblische Joseph ist eine Leitfigur des Films, der mehrfach erwähnt wird. Er hatte durch gezielte Nahrungsmittelpolitik eine Hungersnot hervorgerufen und wieder gelindert.
Die wichtigsten Mechanismen des Handels mit Getreide, die in dem Film beschrieben werden, bestehen bis in die Gegenwart.
1. Winterweizen
Die Farmer in Kansas stehen vor dem Dilemma, dass sie immer mehr Weizen produzieren müssen, um wettbewerbsfähig zu bleiben. Dadurch sinken aber die Preise, was sie in weitere wirtschaftliche Schwierigkeiten bringt. Sie müssen größere Maschinen, Dünger und Pflanzenschutzmittel einsetzen, wodurch sie immer mehr zu Geschäftsleuten werden und die Natur nur noch zu einem materiellen Rohstoff wird. Einige Farmer, die vor der Insolvenz stehen, sehen diese Entwicklung kritisch.
2. Hybridweizen
Die Verbesserung der Erträge von Weizen wird durch wissenschaftliche Methoden immer weiter gesteigert. Saatgutfirmen züchten neue genveränderte Hybridpflanzen und lassen sie patentieren, wodurch sie die Farmer in ihre Abhängigkeit treiben, ebenso die Hersteller von Dünger und Pflanzenschutzmitteln. Die größten Öl- und Chemiekonzerne kaufen diese Saatgutfirmen mit dem Ziel eines noch höheren Umsatzes.
3. Kassaweizen
Der größte Weizenhandelskonzern der Welt Cargill lagert gigantische Mengen Getreide in seinen Silos, er und einige wenige weitere Unternehmen bestimmen die Verteilung auf dem Weltmarkt. Um ihre Überschüsse abzubauen, entwickelte die US-Regierung 1954 das Programm Nahrung für den  Frieden, mit dem sie ärmere Länder unterstützen, aber unter bestimmten politischen Bedingungen.
4. Papierweizen
An der Weizenbörse in Chicago werden die weltweiten Preise gemacht. Spekulanten können innerhalb kürzester Zeit große Gewinne oder Verluste machen. Dort entscheidet sich auch, zu welchen Preisen ärmere Länder das dringend benötigte Getreide kaufen können.
5. Brotweizen
Continental Bakeries ist der größte Backwarenkonzern der USA, der fast vollautomatisch rund um die Uhr unzählige Sorten von Backwaren herstellt.
Dabei werden durch die Zugabe von künstlichen Zusatzstoffen ernährungsphysiologisch nicht besonders gehaltvolle Endprodukte hergestellt, die bei regelmäßigem Konsum gesundheitsschädliche Folgen haben können.
6. Blutweizen
Die Regierung der USA hat in der Vergangenheit öfter mit der Gewährung oder dem Entzug von Weizenlieferungen versucht, Einfluss auf die politische Entwicklung in einem Land zu nehmen, als Beispiele werden Vietnam, Italien, Ägypten, die Sowjetunion und weitere Länder genannt, wo es teilweise gravierende Auswirkungen hatte.
7. Hungerweizen
Der Rentner Charlie Zahr in Chicago wird als einer von etwa 40 Millionen in den USA gezeigt, die an oder unter der Armutsgrenze leben und Hunger im reichsten Land der Welt kennen.
Er meint, dass dieses Problem mit Almosen bei einigen zwar gelindert werden kann, weltweit aber nicht gelöst wird.

## Hintergründe
Peter Krieg hatte bereits einige kritische entwicklungspolitische Filme gemacht, von denen aber nur Flaschenkinder (1975) über den Skandal der Verteilung von Kindernahrung eines Schweizer Konzerns in Afrika, in die Kinos kam.
Ab 1978 mussten auf Grund der staatlich angeordneten Drosselung der Weizenproduktion zur Senkung des Weltmarktpreises in den USA über 40.000 Farmer ihre Höfe aufgeben. Peter Krieg hatte sich bereits mehrere Jahre mit dem Thema Weizen in der Wirtschaft beschäftigt. Ihm gelang es, die Unterstützung der ZDF-Redaktion Das kleine Fernsehspiel für eine umfangreichere Produktion zu gewinnen. Die Aufnahmen entstanden in Kansas, Houston, Minneapolis und Chicago von Mai bis September 1979.
Am 21. Juni 1980 wurde der Film Septemberweizen zuerst im ZDF  gezeigt. Die Reaktionen waren gemischt, einige Kritiker fanden ihn zu einseitig und manipulativ, andere lobten ihn.
Die erste Kinovorführung gab es am 17. Oktober 1980 im Werkstattkino in München. Auf der Duisburger Filmwoche erhielt der Film viel Lob, aber auch Kritik von einigen Zuschauern. Danach wurde er in vielen Kinos aufgeführt, in einigen kleineren Städten erreichte er Besucherrekorde. Der Film wurde auch in New York in einigen Programmkinos als September Wheat mehrere Wochen lang gezeigt, und von der Zeitung The Village Voice als einer der zehn wichtigsten Filme des Jahres 1980 ausgewählt.
In den folgenden Jahren wurde er öfter in der Bildungsarbeit von gesellschaftskritischen Organisationen und in Schulen gezeigt.
Septemberweizen ist einer der bekanntesten kritischen deutschen Dokumentarfilme über die Verflechtungen der internationalen Wirtschaft und deren Auswirkungen auf ärmere Regionen der Welt aus dieser Zeit.
Er erhielt mehrere deutsche und ausländische Preise. 2006 gab es eine Neuaufführung. Der Film ist auch auf DVD erhältlich.

## Auszeichnungen
- 1981 Adolf-Grimme-Preis in Gold und Publikumspreis der Marler Gruppe
- 1981 Bundesfilmpreis, Filmband in Silber
- mehrere ausländische Preise
- Die Zeitung -The Village Voice, New York, wählte ihn als einen der zehn wichtigsten Filme des Jahres 1980

## Kritik
In der Frankfurter Rundschau hieß es nach der Erstausstrahlung 1980

„Selten wurde in einem dokumentarischen Film so klar und so deutlich die Pervertierung eines (Wirtschafts)-Systems vor Augen geführt, wie in Peter Kriegs kleinem Fernsehspiel 'September-Weizen' (...). Ein schöner Film, weil er so viele gute Dokumentarszenen liefert, und ein ganz sachlicher Film, weil er (...) nur von dem berichtet, was ist.“

Das Zeughauskino in Berlin beurteilte den Film 2015 anlässlich einer Neuaufführung so

„Industrialisierte, Menschen wie Natur schädigende Landwirtschaft, Lebensmittel als Spekulationsobjekt, Hunger trotz Überproduktion, die zugleich die Farmer in den Ruin treibt – Peter Kriegs anspruchsvoll gestaltete Dokumentation (...) sorgte vor über dreißig Jahren für viel Aufsehen und Zuspruch in kapitalismuskritischen Kreisen. (...)  Letztlich erscheint der gesamte Kapitalismus als ein einziger Skandal.“

Der Filmkritiker Harry Thomas würdigte den Film 2006 in The Encyclopedia of the Documentary Film als eine weiterhin interessante Fallstudie und ausführliche politische Analyse, obwohl sich das System der Industrieproduktion inzwischen verändert habe und effizienter geworden sei. Er verzichte auf ideologische Klischees und nutze den Film als Mittel zur Aufklärung.
Und das Netzwerk Freunde der Erde befand 2006

„Als Septemberweizen am 21. Juni 1980 im Kleinen Fernsehspiel des ZDF (...)  uraufgeführt wurde, ahnten nur wenige Kritiker, dass hier eine politische und cineastische Bombe hochgegangen war. (...) Was die Kritiker, Fernsehzuschauer und bald auch die Kinobesucher so verstörte, war nicht  nur der radikale Blick des Filmemachers auf das Weizengeschäft und seine Hintergründe, sondern auch die ebenso radikale Ästhetik des Films (...) aus (...)  suggestiven Bildern, die ebenso schön wie beunruhigend wirkten. (...) 
Auch heute ist der Film kein bisschen angestaubt, die Themen und Fragen, die er aufwirft, sind brandaktuell, und mancher wundert sich, dass schon vor 26 Jahren darüber so intensiv nachgedacht wurde…“